# رومیکو فوجیکاوا
رومیکو «رو» فوجیکاوا یک شخصیت تخیلی در کتاب‌های کامیک مارول کامیکس می‌باشد. این کاراکتر به وسیلهٔ کرت بوسیک و شان چن خلق شده و در مردآهنی شکست‌ناپذیر سری سوم (مه ۱۹۹۸) برای اولین بار معرفی شد.